# Gigi Ballista
Gigi Ballista (Florencia, 1 de diciembre de 1918-Roma, 2 de agosto de 1980) fue un actor de cine y televisión italiano. Apareció en 60 películas entre 1961 y 1980.

## Biografía
Nacido en Florencia, se licenció en Derecho y luego comenzó a trabajar como consultor de relaciones públicas en el campo de la publicidad y el documental industrial. Debutó como actor en edad madura a principios de los años 1960 con algunos papeles menores, pero su gran salto llegó en 1966 con un papel de peso en Señoras y señores de Pietro Germi.
Tras el éxito crítico y comercial de la película, Ballista decidió seguir una carrera profesional como actor y se convirtió, principalmente gracias a su característica voz ronca y disfónica, en uno de los actores de carácter más reconocibles del cine y la televisión italianos.
La tarde del 2 de agosto de 1980, gracias a una llamada telefónica anónima, su cuerpo sin vida fue encontrado en el ático en Roma donde vivía, tendido sobre la cama: había fallecido de un infarto, ya que desde hacía tiempo padecía problemas cardíacos.

## Filmografía
- Un giorno da leoni (1961)
- I cuori infranti, episodio La manina di Fatma (1963)
- Los mangantes (1964)
- Il morbidone (1965)
- Le piacevoli notti (1966)
- Le fate (1966)
- Señoras y señores (1966)
- Come imparai ad amare le donne (1966)
- L'immorale (1967)
- Il fischio al naso (1967)
- Calibro 38 (1967)
- Colpo di sole (1968)
- La prova generale (1968)
- Galileo (1968)
- Straziami ma di baci saziami (1968)
- Le calde notti di Lady Hamilton (1968)
- Una storia d'amore (1969)
- Satiricón (1969)
- El secreto de Santa Vittoria (1969)
- Uccidete il vitello grasso e arrostitelo (1970)
- La Califa (1970)
- Non commettere atti impuri (1971)
- Il vichingo venuto dal sud (1971)
- Roma bene (1971)
- Trastevere (1971)
- Turín negro (1972)
- Finalmente... le mille e una notte (1972)
- Snow Job (1972)
- Beati i ricchi (1972)
- Stregone di città (1973)
- Piange... il telefono (1973)
- La signora è stata violentata! (1973)
- Giovannona Coscialunga disonorata con onore (1973)
- Blume in Love (1973)
- Crescete e moltiplicatevi (1973)
- La signora gioca bene a scopa? (1974)
- La poliziotta (1974)
- En la intimidad las llamo... ¡Alma Mía! (1974)
- Una matta, matta, matta corsa in Russia (1974)
- Fischia il sesso (1974)
- Permettete signora che ami vostra figlia? (1974)
- Stavisky (1974)
- Sesso in testa (1974)
- Mala, amore e morte (1975)
- La poliziotta fa carriera (1975)
- La banca di Monate (1975)
- El justiciero del mediodía (1975)
- Il fratello (1975)
- Il vizio di famiglia (1975)
- La donna della domenica (1975)
- Salón Kitty (1975)
- Un amore targato Forlì (1976)
- La dottoressa sotto il lenzuolo (1976)
- Febbre da cavallo (1976)
- Cassiodoro il più duro del pretorio (1976)
- La madama (1976)
- La compagna di banco (1977)
- Midnight Express (1978)
- Liquirizia (1979)
- Cuidado con las rubias (1980) - rol póstumo
- L'assistente sociale tutto pepe... (1981) - rol póstumo